# The Life of David Gale
The Life of David Gale és una pel·lícula estatunidenca dirigida per Alan Parker i estrenada l'any 2003.

## Argument
David Gale (interpretat per Kevin Spacey) és un fervent defensor de l'abolició de la pena de mort, però de manera sorprenent, es veu implicat en l'acusació de violació i assassinat d'una companya activista (encarnada per Laura Linney). Amb tan sols tres dies abans de la seva imminent execució, David accepta una reveladora entrevista amb una destacada periodista (interpretada per Kate Winslet).

## Crítica
El crític de cinema Roger Ebert del Chicago Sun-Times li va donar zero estrelles, la seva qualificació més baixa, i va declarar: "Estic segur que els realitzadors consideren que la seva pel·lícula és en contra de la pena de mort. Crec que li dona suport i espera desacreditar als opositors de la pena com a estafadors sense escrúpols ...." Ebert va escriure "Spacey i Parker són homes honorables.... Amb l'última escena em van venir ganes de llençar alguna cosa a la pantalla - potser Spacey i Parker."

## Repartiment
- Kevin Spacey: David Gale
- Kate Winslet: Elizabeth Bloom, anomenada "Bitsey"
- Laura Linney: Constance Harraway
- Gabriel Mann: Zack Stemmons
- Rhona Mitra: Berlin
- Matt Craven: Dusty Wright
- Elisabeth Gast: Sharon Gale
- Leon Rippy: Braxton Beylieu